# Canarini di forma e posizione

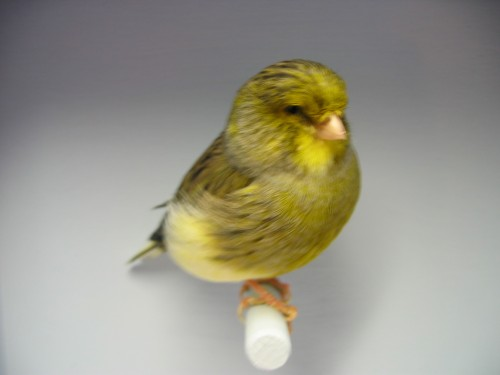
Maschio di Gloster Consort.

I canarini di forma e posizione sono una suddivisione di canarini che possono essere considerati una sottospecie dei canarini domestici ottenuti, in tanti anni di selezione, da allevatori amatoriali. A differenza dei canarini di colore, e di quelli da canto, la selezione è basata solo sulla forma e sulla posizione che assumono, mentre altre caratteristiche come il colore del piumaggio od il canto hanno importanza secondaria ai fini della valutazione.
Le razze di canarini da forma e posizione riconosciute sono una trentina, articolate in due ulteriori divisioni:
- Canarini di forma e posizione lisci, dal piumaggio rigorosamente liscio, se si eccettua per alcune varietà la presenza di un ciuffo di piume sul capo.
  - Bossu Belga
  - Bernois
  - Ciuffato tedesco
  - Columbus
  - Japan Hoso
  - Llarguet Espańol
  - Munchener
  - Razza spagnola
  - Rheinländer
  - Canarino Comune Italico, antica razza-popolazione, oggi pressoché estinta
  - Salentino Prima razza Italiana di forma e posizione Liscia
  - Canarini inglesi, così chiamati perché quasi tutti selezionati in Gran Bretagna, dalle forme più varie. 
    - Border
    - Crested o Crest Bred
    - Fife Fancy
    - Gloster
    - Irish Fancy
    - Lancashire
    - Lizard
    - London Fancy
    - Norwich
    - Scotch Fancy
    - Yorkshire
- Canarini arricciati, dove vengono raggruppati i canarini dal caratteristico piumaggio arricciato: da notare che solo le piume sono arricciate, mentre le penne sono normali e consentono all'animale di volare.
  - Arricciato del Nord
  - Arricciato del Sud
  - Arricciato Gigante Italiano
  - Arricciato Padovano
  - Arricciato Parigino
  - Arricciato Svizzero
  - Fiorino
  - Gibber Italicus
  - Giboso Espańol
  - Makige
  - Melado Tinerfeńo
  - Mehringer
  - Milanbianco

## Galleria d'immagini

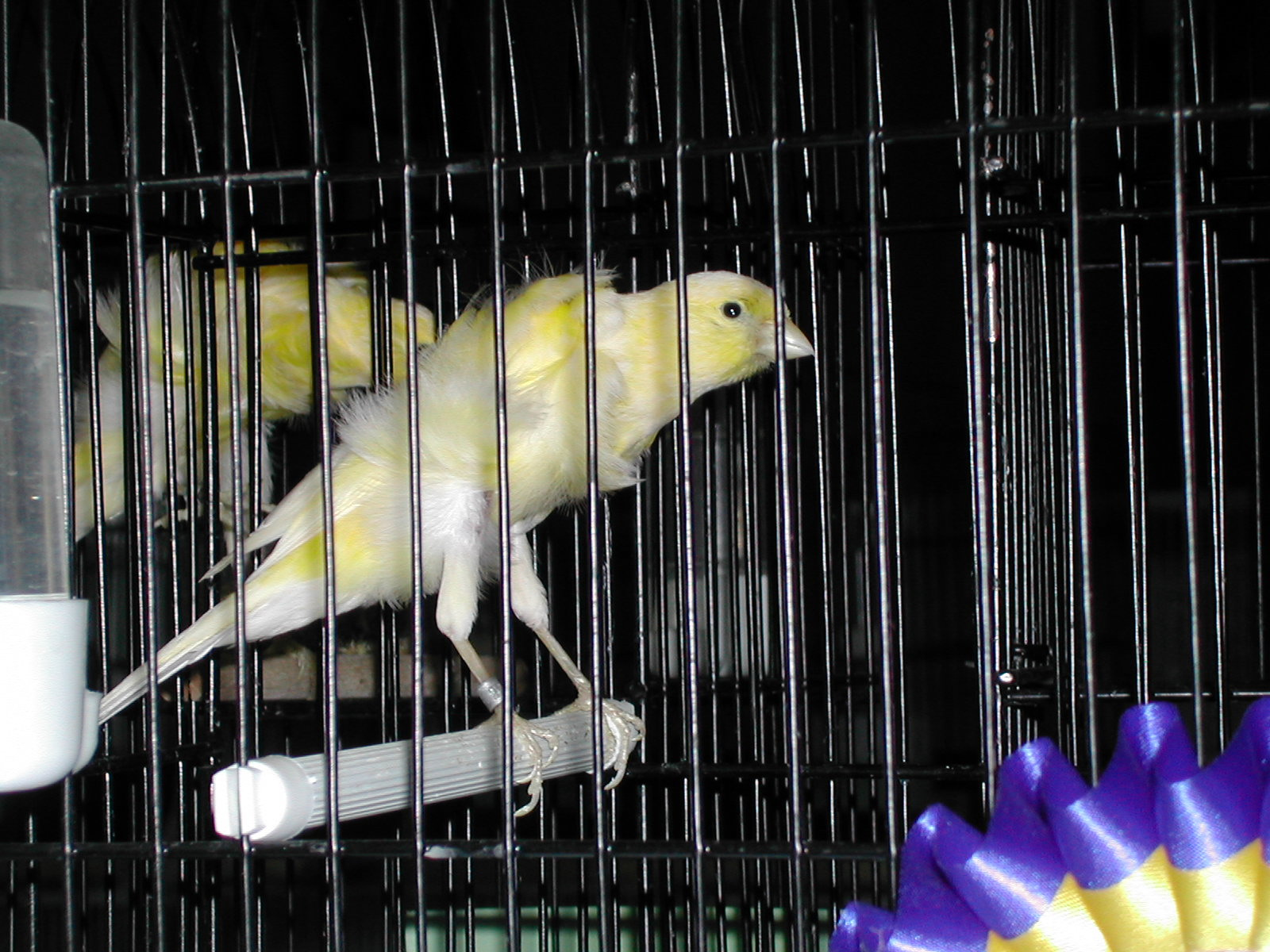
Arricciato del sud Serinus canaria
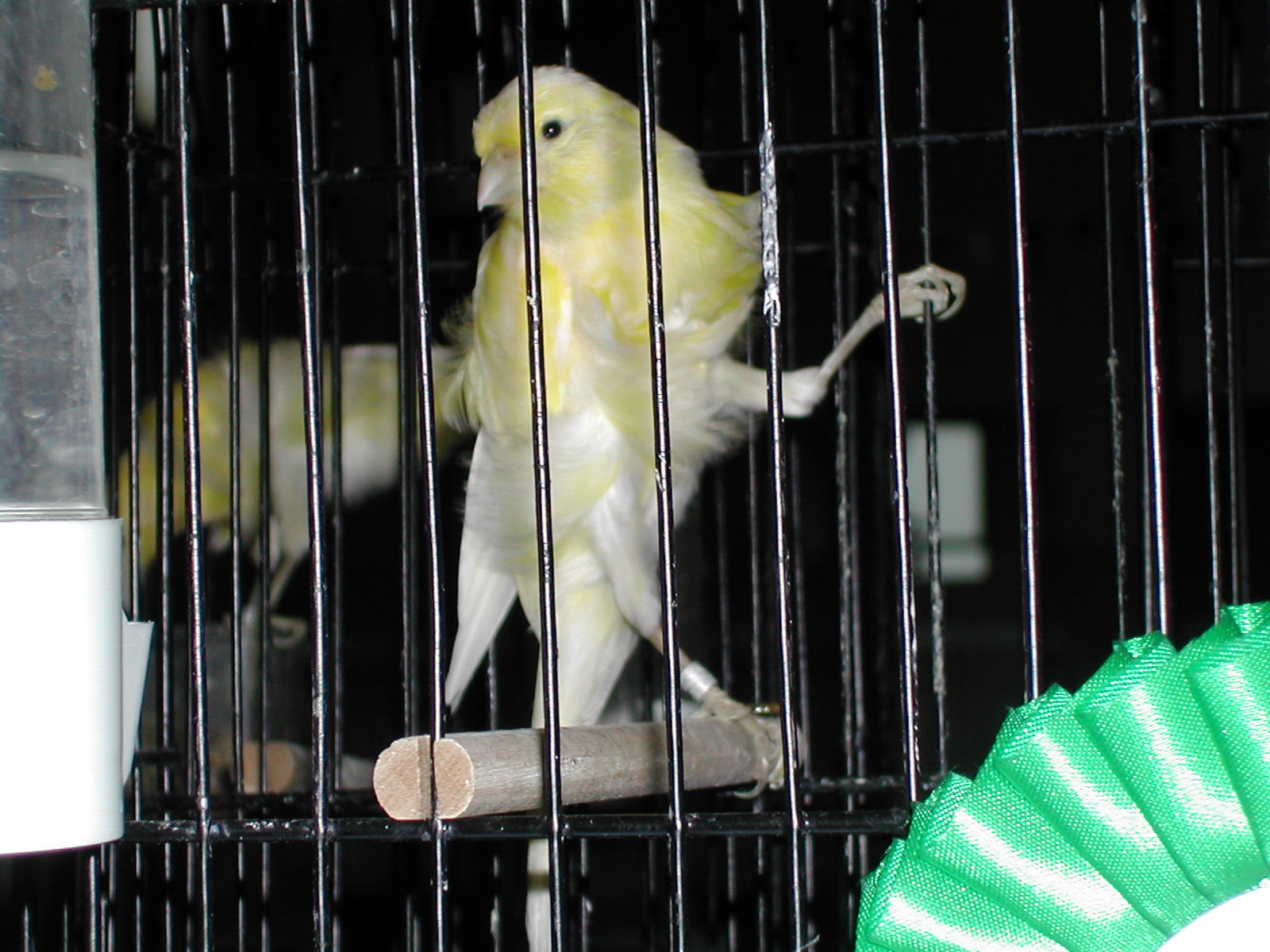
Arricciato del sud Serinus canaria
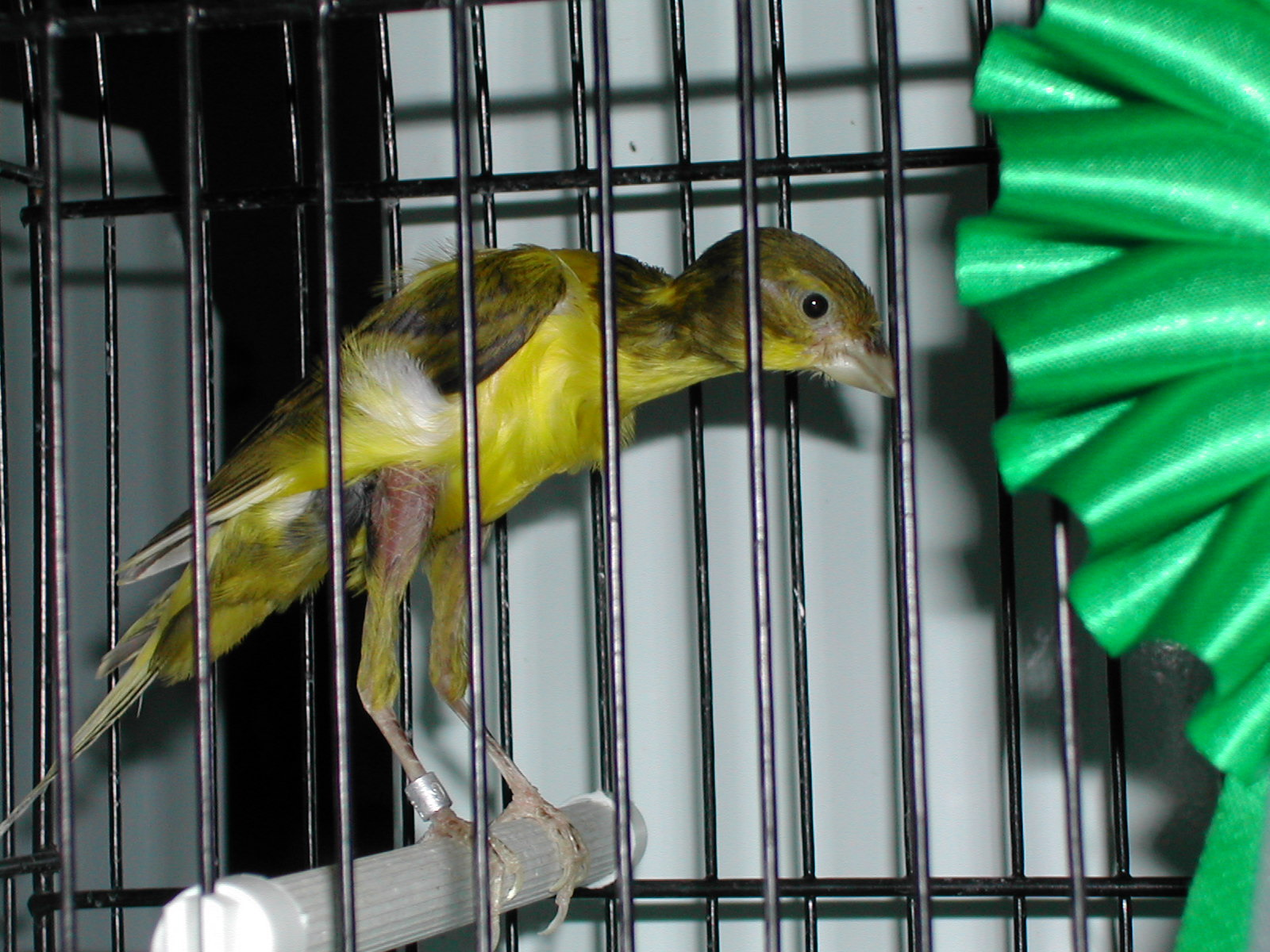
Gibber italicus Serinus canaria
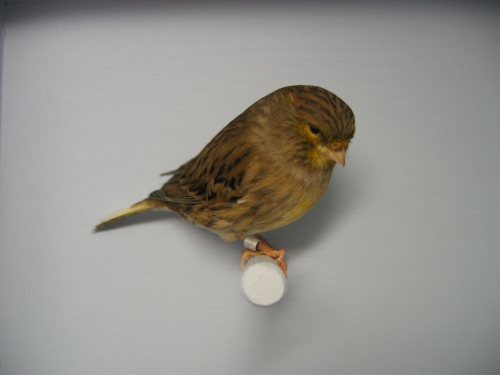
Gloster consort Serinus canaria